# Терехов, Владимир Владимирович
Владимир Владимирович Терехов (род. 23 августа 1971, Москва) — советский и российский хоккеист, нападающий. Мастер спорта СССР.

## Биография
Воспитанник московских «Крыльев Советов», тренеры Александр Зарубин, Владимир Репнёв. В первенстве СССР дебютировал в сезоне 1988/90 второй лиги в команде МЦОП Москва. Девять сезонов провёл в «Крыльях Советов», временно выступая в воронежском «Буране» (1989/90), «Кристалле» Электросталь (1990/91), ТеКи (Финляндия, 1993/94).
Затем играл в клубах «Булат» Темиртау (Казахстан), «Байройт» (Германия), «Брунико» (Италия) — 1998/99, «Титан» Клин (1999/2000), ЦСКА (1999/2000 — 2001/02), «Мечел» (2002/03), «Молот-Прикамье» и СКА (2003/04), «Керамин» Минск (Белоруссия, 2004/05), «Титан» (2004/05 — 2005/06).
Победитель чемпионата Европы среди юниоров 1989.